# Бурятска автономна съветска социалистическа република
Бурятската автономна съветска социалистическа република (бурятски: Буряадай Автономито Совет Социалис Республика; на руски: Бурятская Автономная Советская Социалистическая Республика) е автономна съветска социалистическа република в бившия Съветски съюз.
Територията на републиката е 351 300 кв. км, има население 1 030 000 души. Съотношението на градско/селско население е съответно е 647 000 към 383 000 души. В републиката се добиват руди на черни и цветни метали, азбест, графит и други. Бурятската АССР е наградена с орден „Ленин“ (1959), орден „Дружба на народите“ (1972) и орден „Октомврийска революция“ (1973).

## История
На 30 май 1923 г. републиката е създадена под името Бурятско-монголска автономна съветска социалистическа република. На 7 юли 1958 г. името „монголска“ е премахнато от името на републиката. Бурятската АССР декларира суверенитета си през 1990 г. и приема името Бурятия през 1992 г. Републиката остава автономна в рамките на Руската федерация.

### Население
Националният състав на населението на републиката (по данни от 1979):
- буряти – 207 000
- руснаци – 648 000
- украинци – 15 000
- татари – 10 000